# Митрополит далматински Никодим
Никодим (световно Павле Косовић; Задар, 15. април 1981) је архиепископ задарско-шибенички и митрополит далматински.

## Биографија
Рођен је од оца Предрага Косовића (+1995) и мајке Ксеније, рођене Гуша (+1993).
Одрастао је, заједно са сестром Даницом, поред свог стрица Ненада Косовића, познатог бенковачког професора и преводиоца са руског језика. Основну школу је започео у Задру, наставља 1991. године у Бенковцу, а завршио 1995. године у Драгоцвету код Јагодине. Од 1991. године живио је у селу Шуљковцу поред Јагодине гдје је као дијете услијед ратних дешавања отишао у избјеглиштво, а од 1994. године са оцем и сестром прелази да живи у Јагодину. Српску православну богословију Светог Арсенија у Сремским Карловцима, по благослову патријарха српског Павла, уписује 1995. године, а петогодишње школовање у Карловачкој богословији завршава 2000. године.
Недуго по завршетку богословије, архимандрит Никодим одлази за својим духовним оцем, епископом Фотијем (Сладојевићем), на Епархијски двор Шибеник, гдје као искушеник проводи до 16/29. априла 2001. године. Тада, у Другу недјељу по Васкрсу, прима монашки постриг у Светоархангелском манастиру Крка из руке свог духовног оца, епископа Фотија.
У манастиру Крки је руком епископа далматинског Фотија у чин јерођакона рукоположен 18/1. јула 2001. године, на празник Светог мученика Леонтија, Ипатија и Теодула, а у чин јеромонаха 16/29. децембра 2002. године, када црква слави Светог пророка Агеја.
На Богословском факултету Аристотеловог универзитета у Солуну дипломирао је 2009. године. По завршетку студија у Грчкој, одлази на постдипломске студије на Понтификални источни институт у Риму, гдје је 2012. године одбранио магистарску тезу из области канонског права на тему „Залог вјере у православној теологији и римокатоличкој теологији“. Од 2012. године је докторанд на Факултету за канонско право на Универзитету Грегоријана у Риму.
Његово Преосвештенство Епископ далматински Фотије поставио га је, 2012. године, на дужност настојатеља Светоархангелског манастира Крке, гдје је одмах по доласку проширио манастирско братство и дао значајан допринос како материјалној тако и духовној обнови манастира, те интензивно радио на стварању услова за повратак манастирске ризнице.
Дана 21. новембра 2013. године на празник Светог архангела Михаила, славу манастира Крке, епископ Фотије је одликовао игумана Никодима (Косовића) чином архимандрита.
Члан је Комисије за ревизију Устава Српске православне цркве Светог Архијерејског Сабора Српске православне цркве. Говори грчки и италијански језик, а служи се енглеским.

## Епископ
На редовном засиједању Светог архијерејског сабора Српске православне цркве изабран је 24. маја 2017. године за епископа далматинског.
1. октобра 2017. године у Саборном храму Успења Пресвете Богородице у Шибенику Патријарх српски г. Иринеј уз саслужење митрополита: црногорско-приморског Амфилохија и загребачко-љубљанског Порфирија и епископа: бачког Иринеја, врањског Пахомија, шумадијског Јована, браничевског Игантија, зворничко-тузланског Фотија, милешевског Атанасија, горњокарловачког Герасима, крушевачког Давида, славонског Јована, бихаћко-петровачког Сергија, брегалничког Марка и стобијског Давида су га рукоположили у чин епископа. На крају службе, извршен је чин устоличења.